# Mount Redoubt
A Mount Redoubt (Redoubt-hegy) rétegvulkán az Aleut-hegyláncban, az alaszkai Lake Clark Nemzeti Parkban, az Amerikai Egyesült Államokban. Ez a hegy az Aleut-hegylánc legmagasabb pontja.
A Mount Redoubt a Cook Inlet nyugati oldalán húzódik, 180 km-re Anchoragetól.

## Vulkáni tevékenység
James Cook kapitány adott először tájékoztatást a Mt. Redoubt-ról 1778-ban. Ő egy hegyet látott a mai Mt. Redoubt helyén, mely “fehér füstöt ereget, tűz nélkül.”
1900 óta ötször tört ki a Mount Redoubt: 1902-ben, 1922-ben, 1966-ban, 1989-ben és 2009-ben.
Az 1989-es kitöréskor 14 km magasra emelkedett a hamufelhő, mely zavarta a légi közlekedést: A közelben repülő KLM 867-es járat mind a négy hajtóművének leállása után sikeres kényszerleszállást hajtott végre Anchorage repülőterén, és más gépek útját is megzavarta a hamufelhő. A hamufelhő 20,000 km² területet borított be.
Az 1989-es kitörés arról is nevezetes, hogy ez volt az első olyan kitörés, melyet sikeresen előre megjósoltak egy szeizmikus érzékelő rendszer segítségével.
Az Alaszkai Vulkánmegfigyelő Állomás (Alaska Volcano Observatory) színkódokkal és indexszámmal osztályozza a potenciális tűzhányókat. Ezek szerint jelenleg (2013) a Mount Redoubt zöld kóddal rendelkezik, ami azt jelenti, hogy jelenleg nincs kitörés és közeli kitörésre utaló jelek.
A kitöréskor a vulkán többnyire vízgőzt ereszt ki, szén-dioxiddal és kén-dioxiddal keverve. 20%-ban szulfátokat tartalmaz.

## Elnevezése
A Mount Redoubt hivatalos neve: ’Redoubt Volcano’ (Redoubt vulkán/tűzhányó). Eredetileg, oroszul „Sopka Redutskaya” volt a neve, mely erődítményt jelent. Ennek a fordítása a “Redoubt.” Helyi nyelven „Ujakushatsch”, mely szintén erődítményt jelent.

## Geológia
A hegy alapzata 6 km átmérőjű, a kubatúrája 30–35 km³.A vulkán kónusza viszonylag meredek, és kifolyt piroklasztikus anyagból áll. A hegyen batolit (magmás eredetű kőzettömeg) található. A hegy oldalain a gleccserek mozgása miatt folyamatosan mállik a kőzet. A hegyen a holocén eredetű lahar egészen a Cook Inletig terjed ki.
A legutóbbi kitörésnél a kilövellt anyagban andezit, bazalt, szilícium-dioxid és dácit található.

## Képgaléria

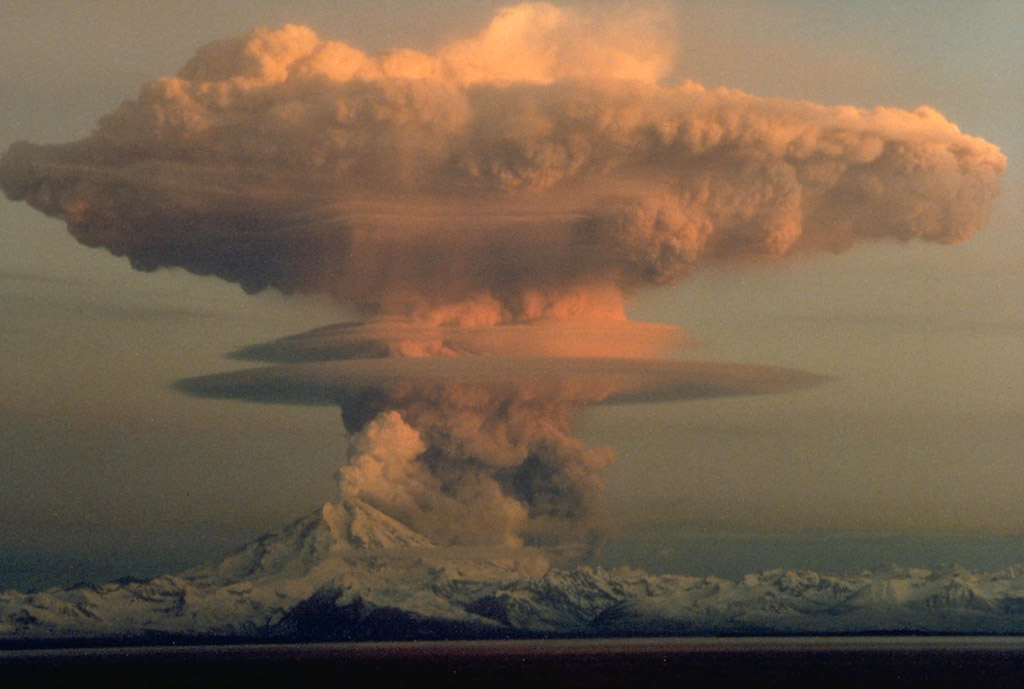
Kitörés, 1990

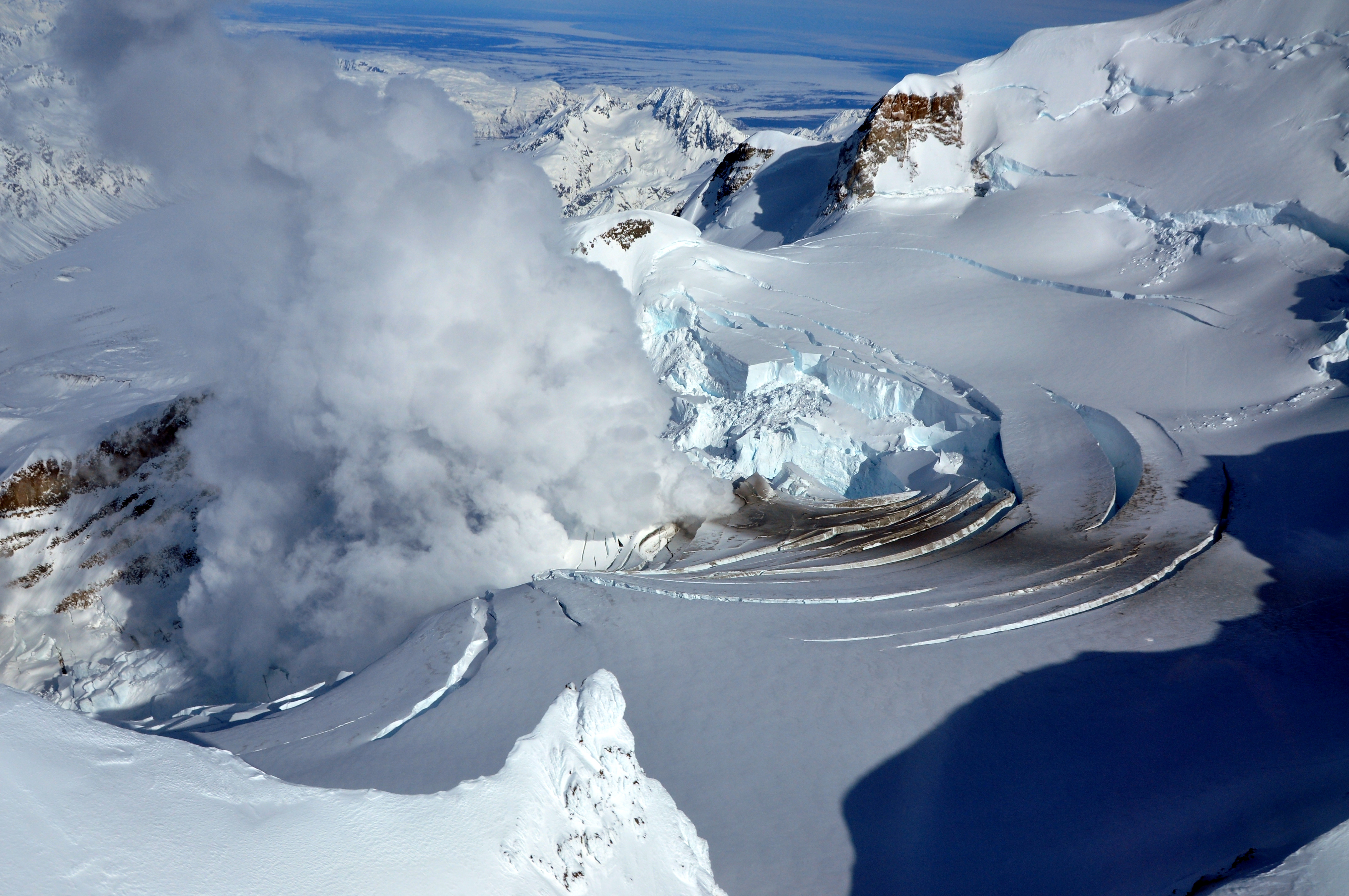
Fumarola, 2009

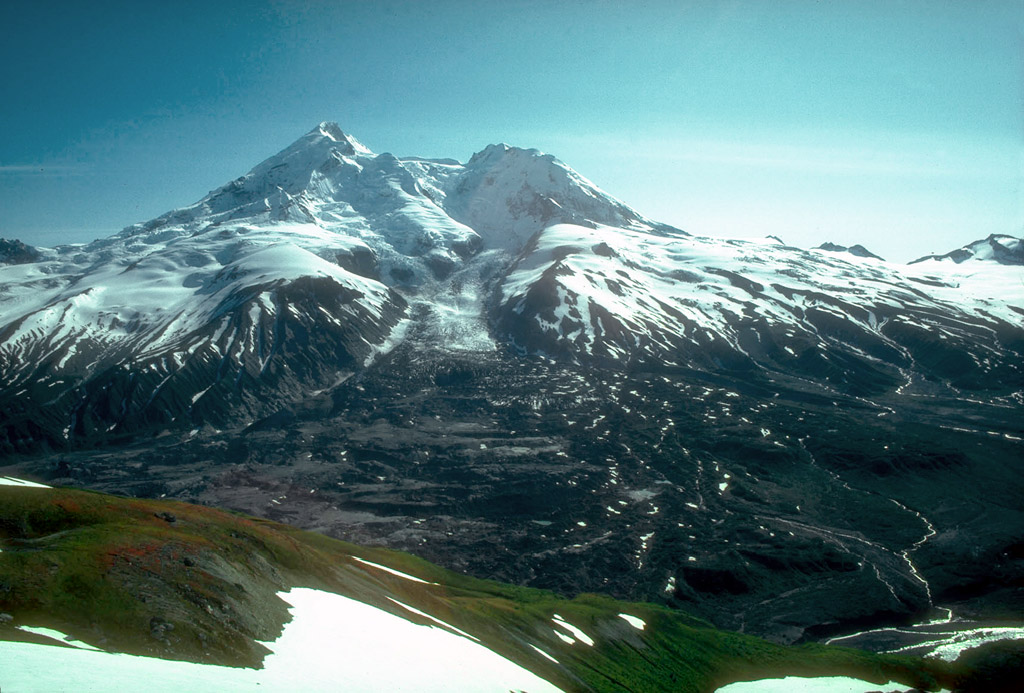
Északi oldal

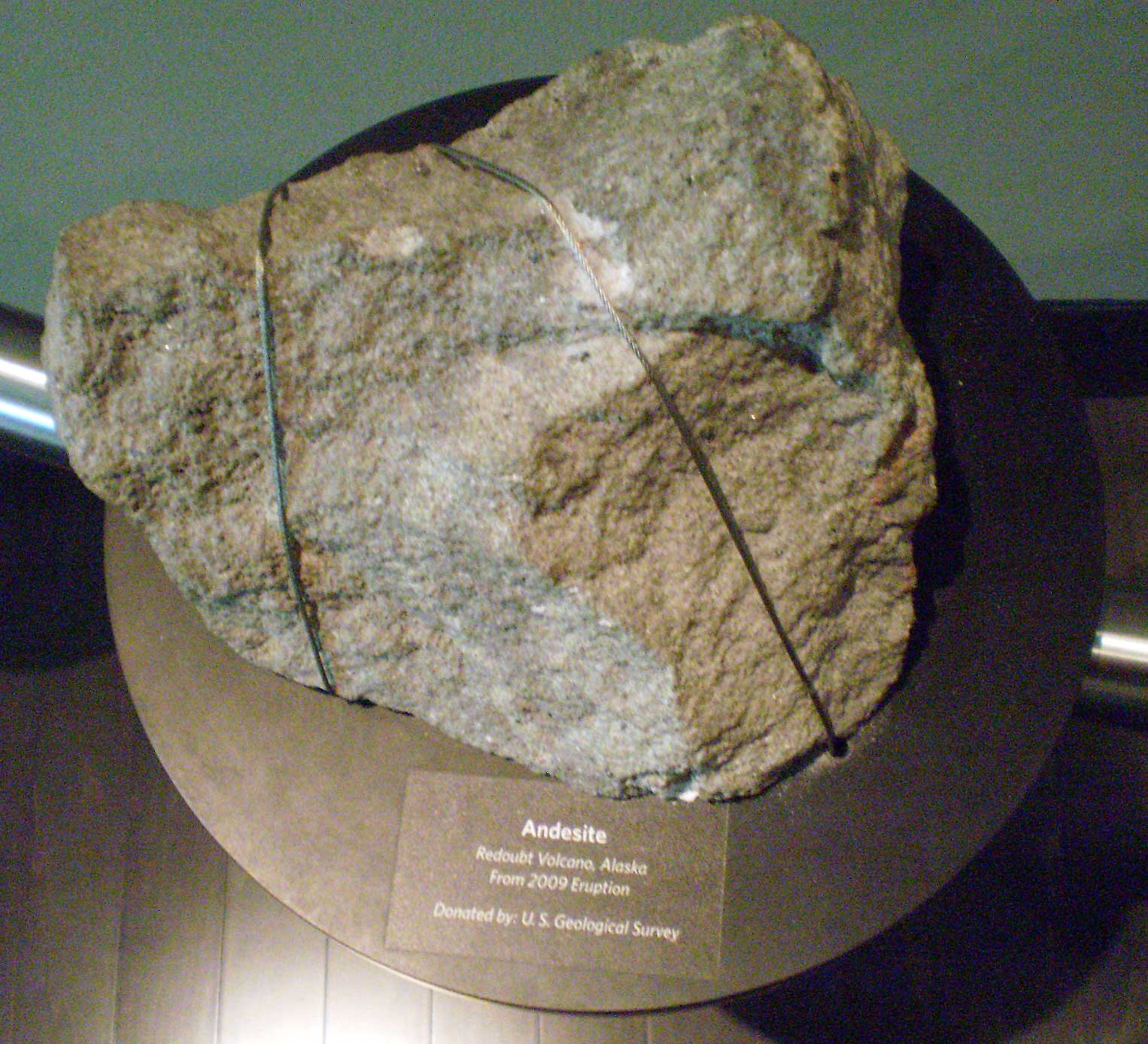
Andezit tömb, 2009-es kitörésből